# 진등
진등(陳登, ? ~ ?)은 중국 후한 말기의 관료로, 자는 원룡(元龍)이며 하비국 회포현(淮浦縣) 사람이다. 백조부 진구는 태위를 지냈다.

## 생애
진규의 아들로, 처음에는 서주자사 도겸을 섬겼다.
사려깊고 문학적 재능이 뛰어나, 25세때 효렴으로 천거되어 동양장(東陽長)이 되었다. 그 후 전농교위(典農校尉)에 임명되었는데, 진등은 토지에 따라 어떤 작물을 심기에 알맞은지 살펴 수로를 파고 관개시설을 정비하여 큰 수확을 얻었다.
도겸 사후에는 유비를 섬겼고, 훗날 여포가 서주를 차지하자 그를 섬겼다. 그러나 진규와 진등은 여포를 싫어하였고, 진등은 조조에게 사자로 갈 때 조조에게 여포를 반드시 물리쳐야 한다고 진언하였다. 진등의 말을 들은 조조는 진등을 광릉태수에 임명하였다. 진등의 통치로 광릉은 안정되었고, 사람들은 그를 존경하였다.
건안 2년(197년), 원술이 여포를 공격하자 진등은 진규와 함께 원술의 우군인 한섬과 양봉을 회유하도록 진언하였다. 여포는 이를 받아들였고, 원술은 크게 패하였다.
건안 3년(198년), 조조가 하비에서 농성 중인 여포를 공격하자 진등은 조조에게 귀순하여 여포를 토벌하였다. 이 공으로 진등은 복파장군(伏波將軍)에 임명되었다.
진등은 생선회를 즐겨 먹었기 때문에, 위에 기생충이 있었다. 화타가 치료해주어 잠깐 나았으나, 3년 후에 재발하여 39세에 숨을 거두었다.

## 관련 인물
진규
진둔
진미
진구
진우
진종
진응
진숙

## 같이 보기
- 삼국지 인물 목록